# Couleurs panafricaines

Drapeau de l'ancien Empire éthiopien.

Les couleurs panafricaines sont trois couleurs ; le rouge, le jaune et le vert : utilisées par beaucoup de pays d'Afrique dans leurs drapeaux, en particulier en Afrique de l'Ouest. Ces couleurs proviennent du drapeau de l'Éthiopie, l’une des seules nations d’Afrique à avoir conservé sa souveraineté pendant le démembrement de l’Afrique au XIXe siècle. Le Ghana est le premier pays à arborer ces couleurs lors de son accession à l'indépendance en 1957.
Les couleurs rouge, noir et vert ont été déclarées couleurs officielles de la population africaine par l'UNIA (Universal Negro Improvement Association and African Communities League) en 1920 (drapeau pan-africain). Elles font donc concurrence aux jaune, rouge et vert comme couleurs du panafricanisme. Elles sont toutefois beaucoup moins utilisées, excepté par les Afro-américains.

## Histoire des couleurs panafricaines

### L'UNIA et les mouvements afro-américains

Le drapeau rouge, noir et vert créé par l'UNIA en 1920

Les couleurs rouge, noir et vert ont été déclarées couleurs officielles de la "race africaine" par l'UNIA (Universal Negro Improvement Association and African Communities League), un mouvement Afro-américain en 1920, lors de la convention du 13 août au Madison Square Garden. Le drapeau correspondant est ainsi nommé drapeau pan-africain, drapeau afro-américain, drapeau de libération des noirs, ou encore drapeau de l'UNIA. Les trois couleurs représentent : 
- rouge : le sang qui unit tous les peuples ayant des ancêtres africains et celui de la lutte pour la libération ;
- noir : le peuple noir en tant que nation, bien que sans État correspondant ;
- vert : l'abondance de la nature d'Afrique.

Le drapeau aurait été créé en réponse à une chanson raciste, écrite en 1900 qui s'intitule Every race has a flag but the 'Coon' 

## Symbolique des couleurs

### Le rouge
Il symbolise le sang versé par les esclaves. Il représente leur courage. Le rouge représente le sang en général, donc la vie.

### Le jaune
Le jaune symbolise la richesse, spirituelle et matérielle pour reconnaître son propre pays.

### Le vert
Il symbolise le royaume de Dieu  sur Terre ainsi que l’espoir.

## Galerie des drapeaux arborant les couleurs panafricaines

### Drapeaux rouge-jaune-vert

#### Drapeaux actuellement en usage

Drapeau de la Mauritanie
Drapeau du Mali
Drapeau du Sénégal
Drapeau de la Guinée
Drapeau du Cameroun
Drapeau de l'Éthiopie
Drapeau du Ghana
Drapeau du Congo
Drapeau de Sao Tomé-et-Principe
Drapeau du Burkina Faso
Drapeau du Bénin
Drapeau de la Guinée-Bissau
Drapeau du Togo

#### Drapeaux anciennement en usage

Drapeau de l'Empire d'Éthiopie 1897-1974
Ancien drapeau du Cap-Vert (1975-1992)
Drapeau de l'ancienne Fédération du Mali (1959-1960) et ancien drapeau de la République du Mali (1960-1961)
Ancien drapeau du Rwanda (1962-2001)

### Drapeaux rouge-noir-vert

#### Drapeaux actuellement en usage

Le drapeau créé par l'UNIA en 1920
Drapeau de la Libye
Drapeau du Kenya
Drapeau du Soudan du Sud
Drapeau du Malawi

#### Drapeaux anciennement en usage

Drapeau de l'ancien Biafra (1967-1970)
Ancien drapeau du Malawi (2010-2012)
Drapeau de l'ancien Zaïre (1971-1997)

### Drapeaux comportant une combinaison incluant des couleurs panafricaines

#### Drapeaux actuellement en usage

Drapeau de la Gambie
Drapeau de la Namibie
Drapeau de l'Érythrée
Drapeau de l’Ouganda
Drapeau du Zimbabwe
Drapeau du Mozambique
Drapeau de Zambie
Drapeau de la République centrafricaine
Drapeau de l’Afrique du Sud
Drapeau de la Tanzanie
Drapeau de Maurice
Drapeau de Madagascar
Drapeau des Comores
Drapeau des Seychelles

#### Drapeaux anciennement en usage

Drapeau de Zanzibar
Drapeau du Tanganyika
Drapeau de l'ancien Zaïre (1971-1997)

### Pays hors Afrique
Les couleurs panafricaines sont souvent associées à tort à la Jamaïque, probablement du fait du mouvement rastafari, alors que le drapeau jamaïcain est noir, jaune et vert. D'autres pays des Amériques avec une population d'origine africaine significative utilisent les couleurs panafricaines : Grenade, Guyana, Guyane, Saint-Christophe-et-Niévès, Suriname.

Drapeau de la Jamaïque
Drapeau de la Grenade
Drapeau du Guyana
Drapeau de la Guyane (non officiel)
Drapeau du Suriname
Drapeau de Saint-Christophe-et-Niévès